# S/2003 J 10
S/2003 J 10 es un satélite natural de Júpiter. Fue encontrado por un grupo de astrónomos de la Universidad de Hawái dirigido por Scott S. Sheppard, en 2003.
S/2003 J 10 tiene cerca de 2 kilómetros de diámetro, y orbita a Júpiter a una distancia media de 22,731 millones de km en 700.129 días, con una inclinación de 164° respecto de la eclíptica (166° del ecuador de Júpiter), en una dirección retrógrada y con una excentricidad orbital de 0,3438.
Es uno de los miembros del grupo de Carmé, un grupo de irregulares y retrógradas lunas que orbitan a Júpiter a distancias entre los 23 y los 24 millones de km, y con incinaciones cercanas a los 165º.